# 19. etape af Giro d'Italia 2021
19. etape af Giro d'Italia 2021 er en 178 km lang bjergetape, som køres den 28. maj 2021 med start i Abbiategrasso og mål på Alpe di Mera.

## Resultater

### Etaperesultat
| \| Etaperesultat \| Etaperesultat \| Etaperesultat \| Etaperesultat \| Etaperesultat \| \| Rytter \| Rytter \| Hold \| Tid \| \| \| ------------- \| ---------------- \| ---------------------- \| ------------- \| ------------- \| \| 1. \| Simon Yates \| BikeExchange \| 4t 02' 55" \| \| \| 2. \| João Almeida \| Deceuninck-Quick Step \| + 11" \| \| \| 3. \| Egan Bernal \| Ineos Grenadiers \| + 28" \| \| \| 4. \| Damiano Caruso \| Bahrain Victorious \| + 32" \| \| \| 5. \| Aleksandr Vlasov \| Astana-Premier Tech \| + 32" \| \| \| 6. \| Daniel Martin \| Israel Start-Up Nation \| + 42" \| \| \| 7. \| Daniel Martínez \| Ineos Grenadiers \| + 49" \| \| \| 8. \| Koen Bouwman \| Jumbo-Visma \| + 1' 25" \| \| \| 9. \| Tobias Foss \| Jumbo-Visma \| + 1' 25" \| \| \| 10. \| Romain Bardet \| Team DSM \| + 1' 25" \| \| |                  |                        |            |
| |                  |                        |            |
| Kilde: ProCyclingStats |                  |                        |            |
| Etaperesultat |                  |                        |            |
| Rytter | Rytter           | Hold                   | Tid        |
| 1. | Simon Yates      | BikeExchange           | 4t 02' 55" |
| 2. | João Almeida     | Deceuninck-Quick Step  | + 11"      |
| 3. | Egan Bernal      | Ineos Grenadiers       | + 28"      |
| 4. | Damiano Caruso   | Bahrain Victorious     | + 32"      |
| 5. | Aleksandr Vlasov | Astana-Premier Tech    | + 32"      |
| 6. | Daniel Martin    | Israel Start-Up Nation | + 42"      |
| 7. | Daniel Martínez  | Ineos Grenadiers       | + 49"      |
| 8. | Koen Bouwman     | Jumbo-Visma            | + 1' 25"   |
| 9. | Tobias Foss      | Jumbo-Visma            | + 1' 25"   |
| 10. | Romain Bardet    | Team DSM               | + 1' 25"   |

### Klassement efter etapen
| \| Samlede stilling \| Samlede stilling \| Samlede stilling \| Samlede stilling \| Samlede stilling \| \| Rytter \| Rytter \| Hold \| Tid \| \| \| ---------------- \| ---------------- \| ---------------------- \| ---------------- \| ---------------- \| \| 1. \| Egan Bernal \| Ineos Grenadiers \| 81t 13' 37" \| \| \| 2. \| Damiano Caruso \| Bahrain Victorious \| + 2' 29" \| \| \| 3. \| Simon Yates \| BikeExchange \| + 2' 49" \| \| \| 4. \| Aleksandr Vlasov \| Astana-Premier Tech \| + 6' 11" \| \| \| 5. \| Hugh Carthy \| EF Education-Nippo \| + 7' 10" \| \| \| 6. \| Romain Bardet \| Team DSM \| + 7' 32" \| \| \| 7. \| Daniel Martínez \| Ineos Grenadiers \| + 7' 42" \| \| \| 8. \| João Almeida \| Deceuninck-Quick Step \| + 8' 26" \| \| \| 9. \| Tobias Foss \| Jumbo-Visma \| + 10' 19" \| \| \| 10. \| Daniel Martin \| Israel Start-Up Nation \| + 13' 55" \| \| |                  |                        |             |
| |                  |                        |             |
| Kilde: ProCyclingStats |                  |                        |             |
| Samlede stilling |                  |                        |             |
| Rytter | Rytter           | Hold                   | Tid         |
| 1. | Egan Bernal      | Ineos Grenadiers       | 81t 13' 37" |
| 2. | Damiano Caruso   | Bahrain Victorious     | + 2' 29"    |
| 3. | Simon Yates      | BikeExchange           | + 2' 49"    |
| 4. | Aleksandr Vlasov | Astana-Premier Tech    | + 6' 11"    |
| 5. | Hugh Carthy      | EF Education-Nippo     | + 7' 10"    |
| 6. | Romain Bardet    | Team DSM               | + 7' 32"    |
| 7. | Daniel Martínez  | Ineos Grenadiers       | + 7' 42"    |
| 8. | João Almeida     | Deceuninck-Quick Step  | + 8' 26"    |
| 9. | Tobias Foss      | Jumbo-Visma            | + 10' 19"   |
| 10. | Daniel Martin    | Israel Start-Up Nation | + 13' 55"   |

| Pointkonkurrence | Pointkonkurrence | Pointkonkurrence                   | Pointkonkurrence | Pointkonkurrence |
| Rytter           | Rytter           | Hold                               | Point            |                  |
| ---------------- | ---------------- | ---------------------------------- | ---------------- | ---------------- |
| 1.               | Peter Sagan      | Bora-Hansgrohe                     | 135 point        |                  |
| 2.               | Davide Cimolai   | Israel Start-Up Nation             | 113 point        |                  |
| 3.               | Fernando Gaviria | UAE Team Emirates                  | 110 point        |                  |
| 4.               | Elia Viviani     | Cofidis                            | 86 point         |                  |
| 5.               | Egan Bernal      | Ineos Grenadiers                   | 68 point         |                  |
| 6.               | Dries De Bondt   | Alpecin-Fenix                      | 63 point         |                  |
| 7.               | Andrea Pasqualon | Intermarché-Wanty-Gobert Matériaux | 61 point         |                  |
| 8.               | Simone Consonni  | Cofidis                            | 60 point         |                  |
| 9.               | Alberto Bettiol  | EF Education-Nippo                 | 53 point         |                  |
| 10.              | Nikias Arndt     | Team DSM                           | 53 point         |                  |

| Pointkonkurrence | Pointkonkurrence | Pointkonkurrence                   | Pointkonkurrence | Pointkonkurrence |
| Rytter           | Rytter           | Hold                               | Point            |                  |
| ---------------- | ---------------- | ---------------------------------- | ---------------- | ---------------- |
| 1.               | Peter Sagan      | Bora-Hansgrohe                     | 135 point        |                  |
| 2.               | Davide Cimolai   | Israel Start-Up Nation             | 113 point        |                  |
| 3.               | Fernando Gaviria | UAE Team Emirates                  | 110 point        |                  |
| 4.               | Elia Viviani     | Cofidis                            | 86 point         |                  |
| 5.               | Egan Bernal      | Ineos Grenadiers                   | 68 point         |                  |
| 6.               | Dries De Bondt   | Alpecin-Fenix                      | 63 point         |                  |
| 7.               | Andrea Pasqualon | Intermarché-Wanty-Gobert Matériaux | 61 point         |                  |
| 8.               | Simone Consonni  | Cofidis                            | 60 point         |                  |
| 9.               | Alberto Bettiol  | EF Education-Nippo                 | 53 point         |                  |
| 10.              | Nikias Arndt     | Team DSM                           | 53 point         |                  |

| Bjergkonkurrence | Bjergkonkurrence  | Bjergkonkurrence       | Bjergkonkurrence | Bjergkonkurrence |
| Rytter           | Rytter            | Hold                   | Point            |                  |
| ---------------- | ----------------- | ---------------------- | ---------------- | ---------------- |
| 1.               | Geoffrey Bouchard | AG2R Citroën Team      | 180 point        |                  |
| 2.               | Egan Bernal       | Ineos Grenadiers       | 121 point        |                  |
| 3.               | Daniel Martin     | Israel Start-Up Nation | 83 point         |                  |
| 4.               | Simon Yates       | BikeExchange           | 57 point         |                  |
| 5.               | Bauke Mollema     | Trek-Segafredo         | 53 point         |                  |
| 6.               | Lorenzo Fortunato | Eolo-Kometa            | 52 point         |                  |
| 7.               | Damiano Caruso    | Bahrain Victorious     | 50 point         |                  |
| 8.               | João Almeida      | Deceuninck-Quick Step  | 48 point         |                  |
| 9.               | Dries De Bondt    | Alpecin-Fenix          | 39 point         |                  |
| 10.              | Jan Tratnik       | Bahrain Victorious     | 26 point         |                  |

| Bjergkonkurrence | Bjergkonkurrence  | Bjergkonkurrence       | Bjergkonkurrence | Bjergkonkurrence |
| Rytter           | Rytter            | Hold                   | Point            |                  |
| ---------------- | ----------------- | ---------------------- | ---------------- | ---------------- |
| 1.               | Geoffrey Bouchard | AG2R Citroën Team      | 180 point        |                  |
| 2.               | Egan Bernal       | Ineos Grenadiers       | 121 point        |                  |
| 3.               | Daniel Martin     | Israel Start-Up Nation | 83 point         |                  |
| 4.               | Simon Yates       | BikeExchange           | 57 point         |                  |
| 5.               | Bauke Mollema     | Trek-Segafredo         | 53 point         |                  |
| 6.               | Lorenzo Fortunato | Eolo-Kometa            | 52 point         |                  |
| 7.               | Damiano Caruso    | Bahrain Victorious     | 50 point         |                  |
| 8.               | João Almeida      | Deceuninck-Quick Step  | 48 point         |                  |
| 9.               | Dries De Bondt    | Alpecin-Fenix          | 39 point         |                  |
| 10.              | Jan Tratnik       | Bahrain Victorious     | 26 point         |                  |

| Ungdomskonkurrence | Ungdomskonkurrence | Ungdomskonkurrence    | Ungdomskonkurrence | Ungdomskonkurrence |
| Rytter             | Rytter             | Hold                  | Tid                |                    |
| ------------------ | ------------------ | --------------------- | ------------------ | ------------------ |
| 1.                 | Egan Bernal        | Ineos Grenadiers      | 81t 13' 37"        |                    |
| 2.                 | Aleksandr Vlasov   | Astana-Premier Tech   | + 6' 11"           |                    |
| 3.                 | Daniel Martínez    | Ineos Grenadiers      | + 7' 42"           |                    |
| 4.                 | João Almeida       | Deceuninck-Quick Step | + 8' 26"           |                    |
| 5.                 | Tobias Foss        | Jumbo-Visma           | + 10' 19"          |                    |
| 6.                 | Attila Valter      | Groupama-FDJ          | + 38' 18"          |                    |
| 7.                 | Lorenzo Fortunato  | Eolo-Kometa           | + 42' 19"          |                    |
| 8.                 | Michael Storer     | Team DSM              | + 1t 41' 19"       |                    |
| 9.                 | Alessandro Covi    | UAE Team Emirates     | + 1t 49' 29"       |                    |
| 10.                | Einer Rubio        | Movistar Team         | + 1t 55' 36"       |                    |

| Ungdomskonkurrence | Ungdomskonkurrence | Ungdomskonkurrence    | Ungdomskonkurrence | Ungdomskonkurrence |
| Rytter             | Rytter             | Hold                  | Tid                |                    |
| ------------------ | ------------------ | --------------------- | ------------------ | ------------------ |
| 1.                 | Egan Bernal        | Ineos Grenadiers      | 81t 13' 37"        |                    |
| 2.                 | Aleksandr Vlasov   | Astana-Premier Tech   | + 6' 11"           |                    |
| 3.                 | Daniel Martínez    | Ineos Grenadiers      | + 7' 42"           |                    |
| 4.                 | João Almeida       | Deceuninck-Quick Step | + 8' 26"           |                    |
| 5.                 | Tobias Foss        | Jumbo-Visma           | + 10' 19"          |                    |
| 6.                 | Attila Valter      | Groupama-FDJ          | + 38' 18"          |                    |
| 7.                 | Lorenzo Fortunato  | Eolo-Kometa           | + 42' 19"          |                    |
| 8.                 | Michael Storer     | Team DSM              | + 1t 41' 19"       |                    |
| 9.                 | Alessandro Covi    | UAE Team Emirates     | + 1t 49' 29"       |                    |
| 10.                | Einer Rubio        | Movistar Team         | + 1t 55' 36"       |                    |

| Holdkonkurrence | Holdkonkurrence       | Holdkonkurrence | Holdkonkurrence |
| Hold            | Hold                  | Tid             |                 |
| --------------- | --------------------- | --------------- | --------------- |
| 1.              | Ineos Grenadiers      | 244t 14' 06"    |                 |
| 2.              | Team DSM              | + 2' 20"        |                 |
| 3.              | Jumbo-Visma           | + 26' 22"       |                 |
| 4.              | Trek-Segafredo        | + 28' 23"       |                 |
| 5.              | Astana-Premier Tech   | + 30' 59"       |                 |
| 6.              | Team BikeExchange     | + 58' 36"       |                 |
| 7.              | EF Education-Nippo    | + 1t 16' 44"    |                 |
| 8.              | Movistar Team         | + 1t 18' 43"    |                 |
| 9.              | Deceuninck-Quick Step | + 1t 25' 22"    |                 |
| 10.             | Bahrain Victorious    | + 1t 28' 28"    |                 |

| Holdkonkurrence | Holdkonkurrence       | Holdkonkurrence | Holdkonkurrence |
| Hold            | Hold                  | Tid             |                 |
| --------------- | --------------------- | --------------- | --------------- |
| 1.              | Ineos Grenadiers      | 244t 14' 06"    |                 |
| 2.              | Team DSM              | + 2' 20"        |                 |
| 3.              | Jumbo-Visma           | + 26' 22"       |                 |
| 4.              | Trek-Segafredo        | + 28' 23"       |                 |
| 5.              | Astana-Premier Tech   | + 30' 59"       |                 |
| 6.              | Team BikeExchange     | + 58' 36"       |                 |
| 7.              | EF Education-Nippo    | + 1t 16' 44"    |                 |
| 8.              | Movistar Team         | + 1t 18' 43"    |                 |
| 9.              | Deceuninck-Quick Step | + 1t 25' 22"    |                 |
| 10.             | Bahrain Victorious    | + 1t 28' 28"    |                 |